# Ken (Einheit)
Ken war ein siamesisches Längenmaß und entsprach der Elle.
Das Maß gilt als unbestimmt, da immer der Abstand zwischen Ellenbogen und der am weitesten entfernten Handseite in der Praxis galt. Es war mehr ein Kontrollmaß, denn es fand nur bei Teilung von Stoffstücken Anwendung. Man handelte mit Stück und eine Teilung vermied man. Dennoch war das Maß etwa
- 1 Ken = 426 Pariser Linien = 24/25 Millimeter = 961 Millimeter

In der Maßkette der Meile, dem Roeneng, war 
- 1 Roeneng = 25 Jods = 100 Sen = 2000 Vouah/Roua  = 4000 Ken = 8000 Sock = 16.000 Keub = 192.000 Niou/Niuh

Japanischer Ken
Ken war auch ein japanisches Längenmaß.
- 1 Ken = 6 Shaku/Schaku (Fuß) = 1,8181 Meter